# Line Berg Almestrand
Line Berg Almestrand (født 1995 i Hønefoss) er en norsk bowlingspiller. Hun har både vundet NM- og EM-medaljer som junior. 

## Sejre

### 2009
- Guld – NM, klassen yngre pige[1]
- Guld – NM, klassen C Damer[2]

### 2010
- Sølv – NM, klassen yngre pige[3]

### 2011
- Guld – NM, klassen yngre pige[4]
- Bronze – Junior-EM[5]